# Space Sonic
『Space Sonic』（スペース・ソニック）は、ELLEGARDENの5thシングル。

## 概要
- ELLEGARDEN5枚目のシングル。シングルでは初のオリコンTOP10入り[1]。デイリーチャートでは初登場3位を記録[2]。
- 発売翌年の2006年もロングヒットを続け、2006年年間インディーズシングルランキングでは第1位を獲得。
- 表題曲が全英語詞なのは『Bare Foot』以来2作目となる。また、当シングル収録曲は全て英語詞である（本人曰く意図はない）。
- Space Sonicが収録曲の中で1番早く完成し、細美はこの楽曲の出来具合に大変満足をしたと述べている。
- PVではメンバー全員が女装をしながら演奏しており、一部のメディアで話題になった。
- 「Space Sonic」の曲中の歌詞にfuckが入っているため、PVでは当該歌詞に自主規制音が入っており、伏せられている。
- 「Stereoman」は2023年現在までアルバム未収録である。

## 収録曲
| 全作詞・作曲: TAKESHI HOSOMI。 |                 |                |                |
| #                              | タイトル        | 作詞           | 作曲・編曲     |
| 1.                             | 「Space Sonic」 | TAKESHI HOSOMI | TAKESHI HOSOMI |
| 2.                             | 「Stereoman」   | TAKESHI HOSOMI | TAKESHI HOSOMI |
| 3.                             | 「Mr.Feather」  | TAKESHI HOSOMI | TAKESHI HOSOMI |

## タイアップ
- 北海道テレビ『NO MATTER BOARD』2006年1月度オープニングテーマ(#1)
- NHK総合『謎のホームページ サラリーマンNEO』内『Re:』挿入歌 (#1)
- 静岡放送『みちブラっ!静岡十八番』オープニング及びメイン・テーマ (#1)
- ニッポン放送『アルコ&ピースのオールナイトニッポン0 (ZERO)』オープニングテーマ (#2)

## 収録アルバム
- ELEVEN FIRE CRACKERS(#1)
- ELLEGARDEN BEST 1999-2008 (#1、#3)
- ASIAN KUNG-FU GENERATION presents NANO-MUGEN COMPILATION 2006 (#2)